# Cavardirashütte
Die Cavardirashütte (rätoromanisch im Idiom Sursilvan Camona da Cavardiras) ist eine Berghütte der Sektion Winterthur des Schweizer Alpen-Clubs (SAC).

## Lage
Sie liegt im schweizerischen Kanton Graubünden, etwas östlich der Fuorcla da Cavardiras auf einer Höhe von 2649 m ü. M. Westlich der Hütte befindet sich der Brunnifirn sowie das Oberalpstockmassiv.

## Geschichte
Die Hütte wurde 1928 erbaut und 1974 und 1986 erweitert. Die letzten baulichen Massnahmen wurden im Jahre 2006 im Untergeschoss vollzogen. Sie bietet Platz für 65 Personen. 2007 wurde eine neue Küche in Betrieb genommen.

## Zugänge
- von Disentis/Mustér oder Caischavedra (Bergstation Luftseilbahn BBD) via Val da Lag Serein, Brunnipass, Brunnigrat und Brunnifirn (Kettensicherung an Pass und Grat, Leiterabstieg auf Brunnifirn, Weg über den Gletscher markiert), weiss-blau-weiss markierte Alpinroute, kürzester Zustieg zur Hütte; 3,5 bis 4,5 h, 860 Höhenmeter ab Caischavedra
- von Disentis/Mustér oder Sumvitg via Val Russein, weiss-rot-weiss markierter leichter, aber langer Zustieg, 5 bis 6 h, 1600 Höhenmeter ab Cumpadials oder 3,5 h, 900 Höhenmeter ab Alp Russein (bis dort Taxidienst möglich)
- Maderanertal – Brunnital – Hinterbalmhütte – Fuorcla da Cavardiras, weiss-rot-weiss markiert, lang (7 bis 8 h, 1800 m Höhenunterschied)

## Bilder

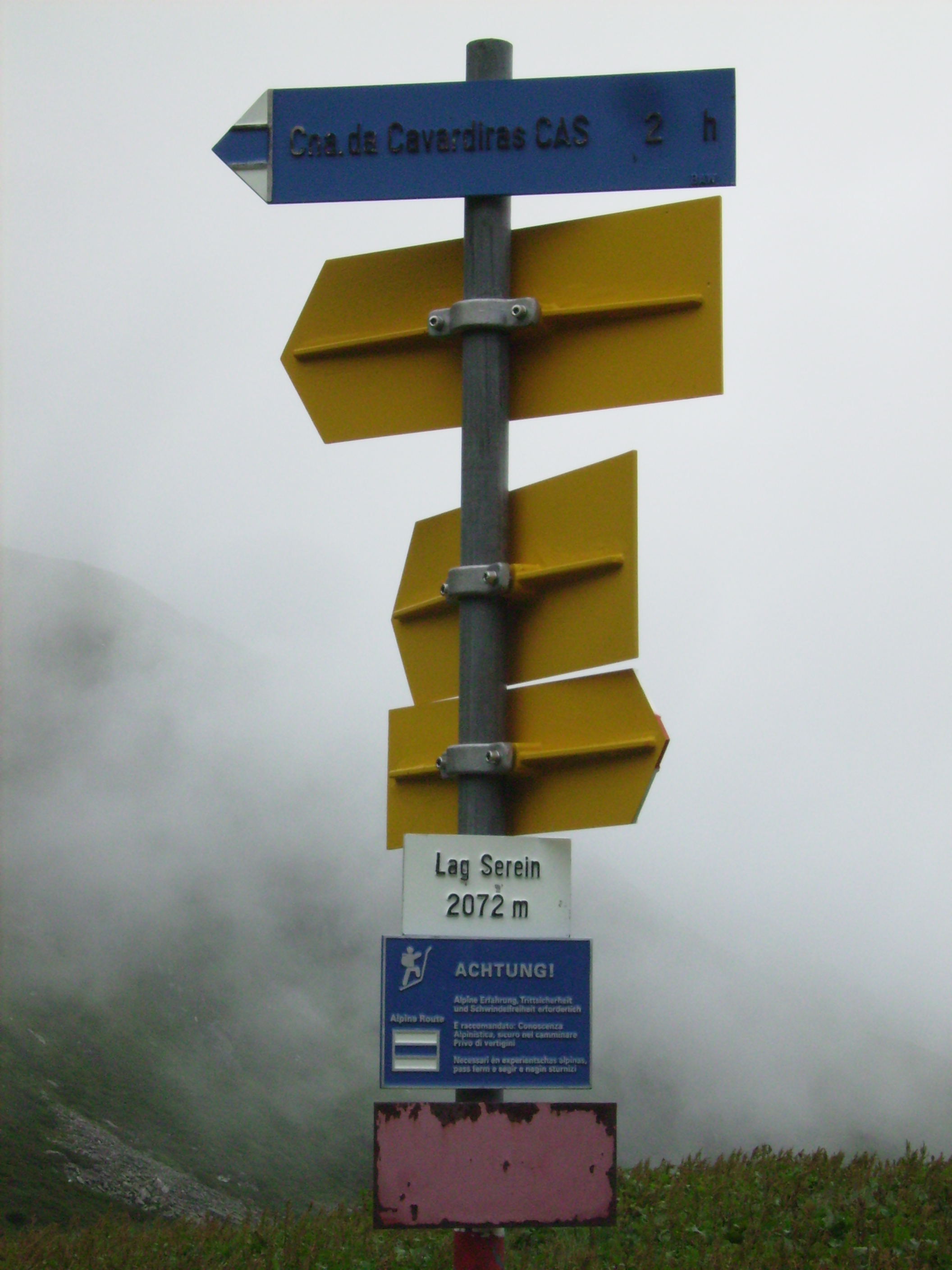
Wegweiser zur Hütte am Lag Serein
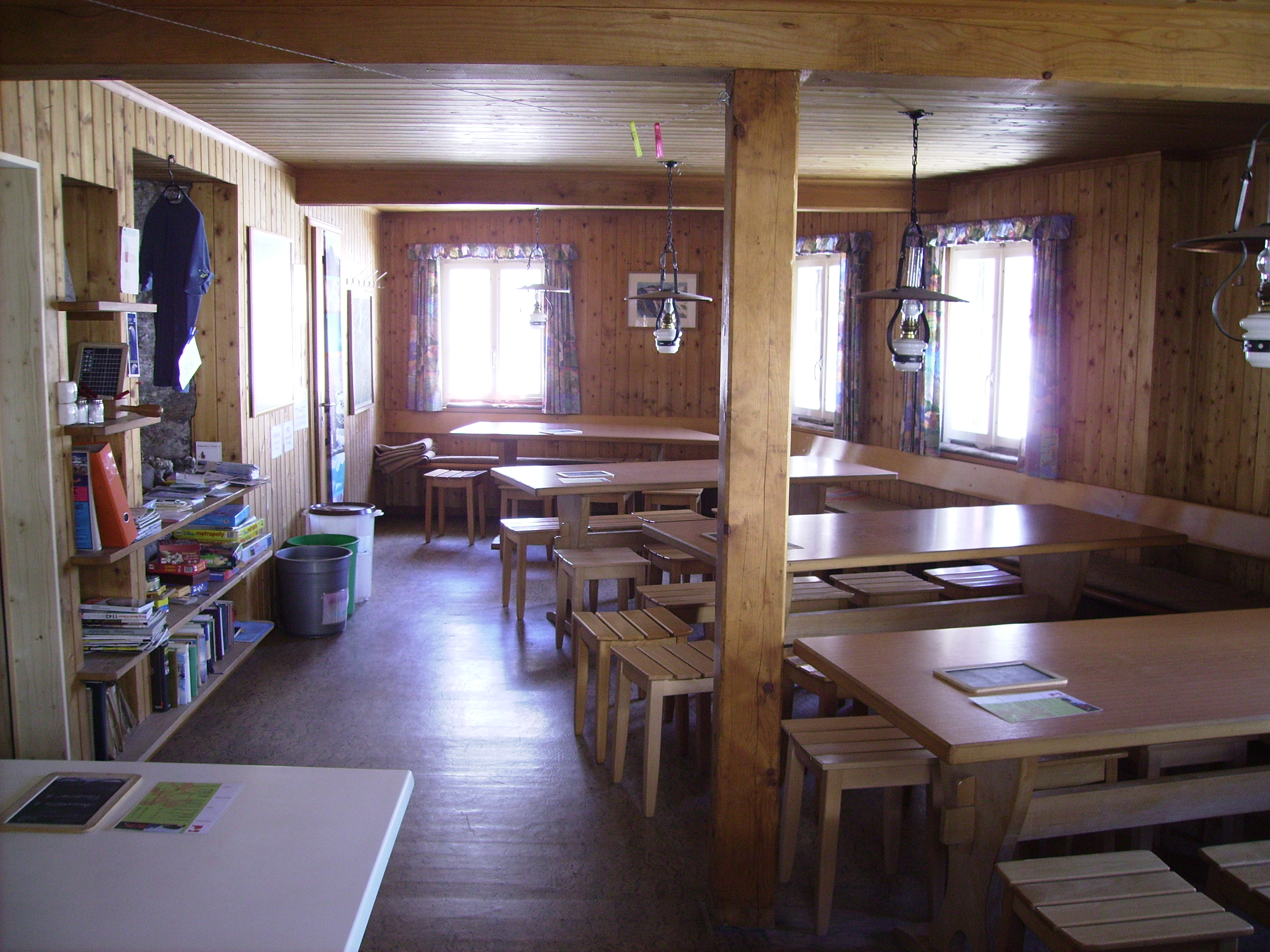
In der Cavardirashütte
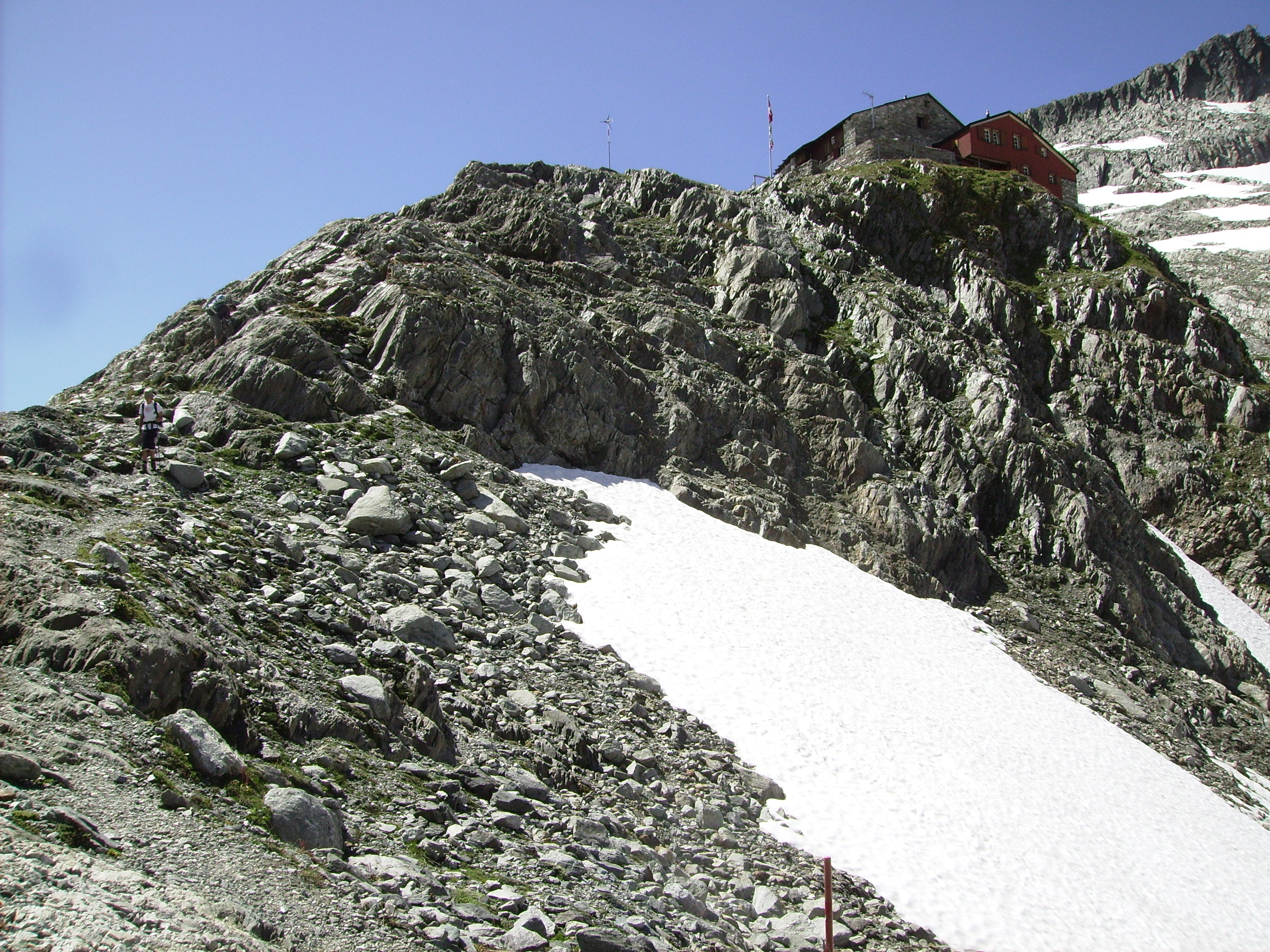
Hütte vom Zustieg von der Val Surrein aus gesehen
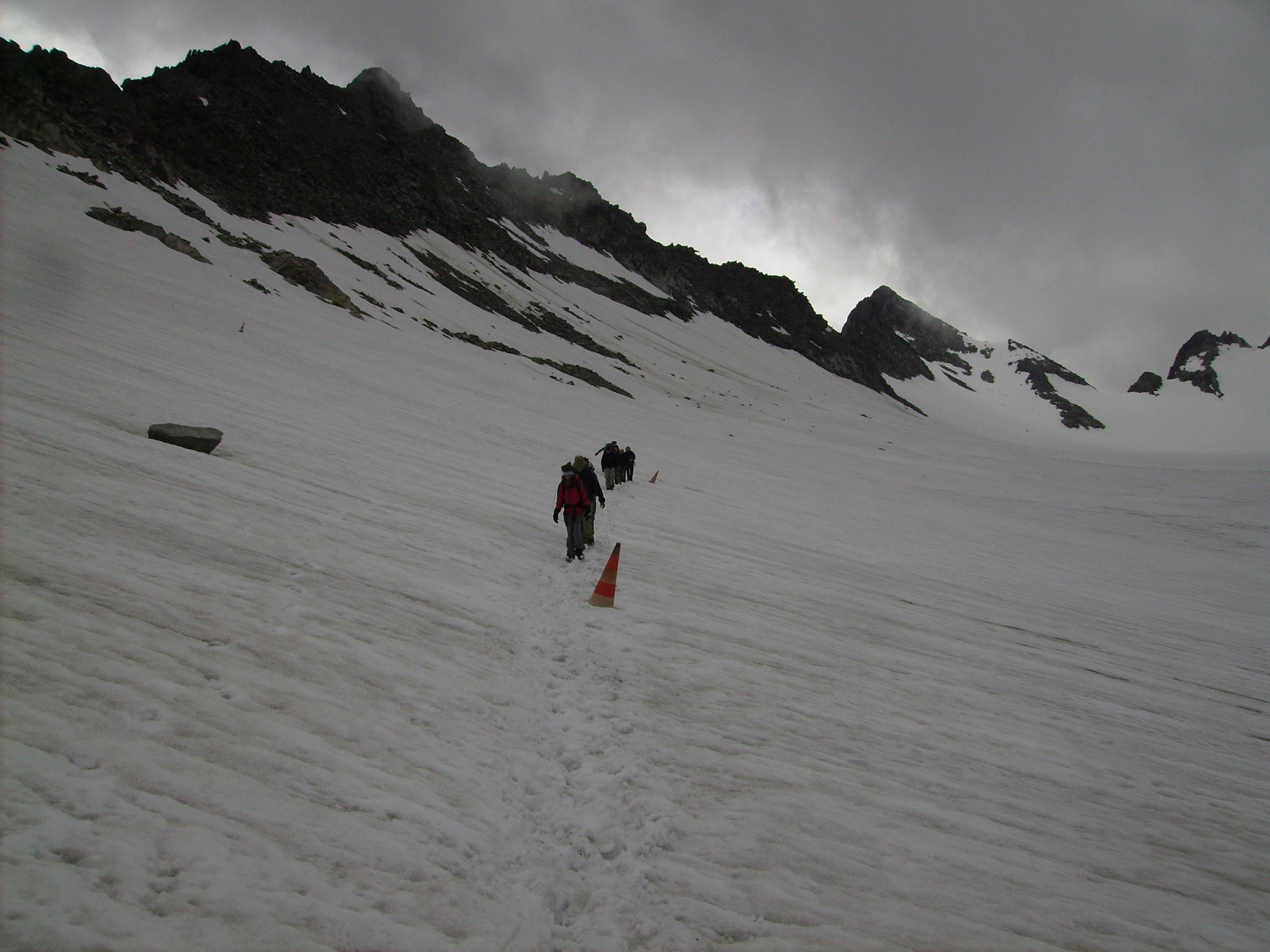
Der markierte Weg über den Brunnifirn zur Hütte, im Hintergrund der Brunnigrat
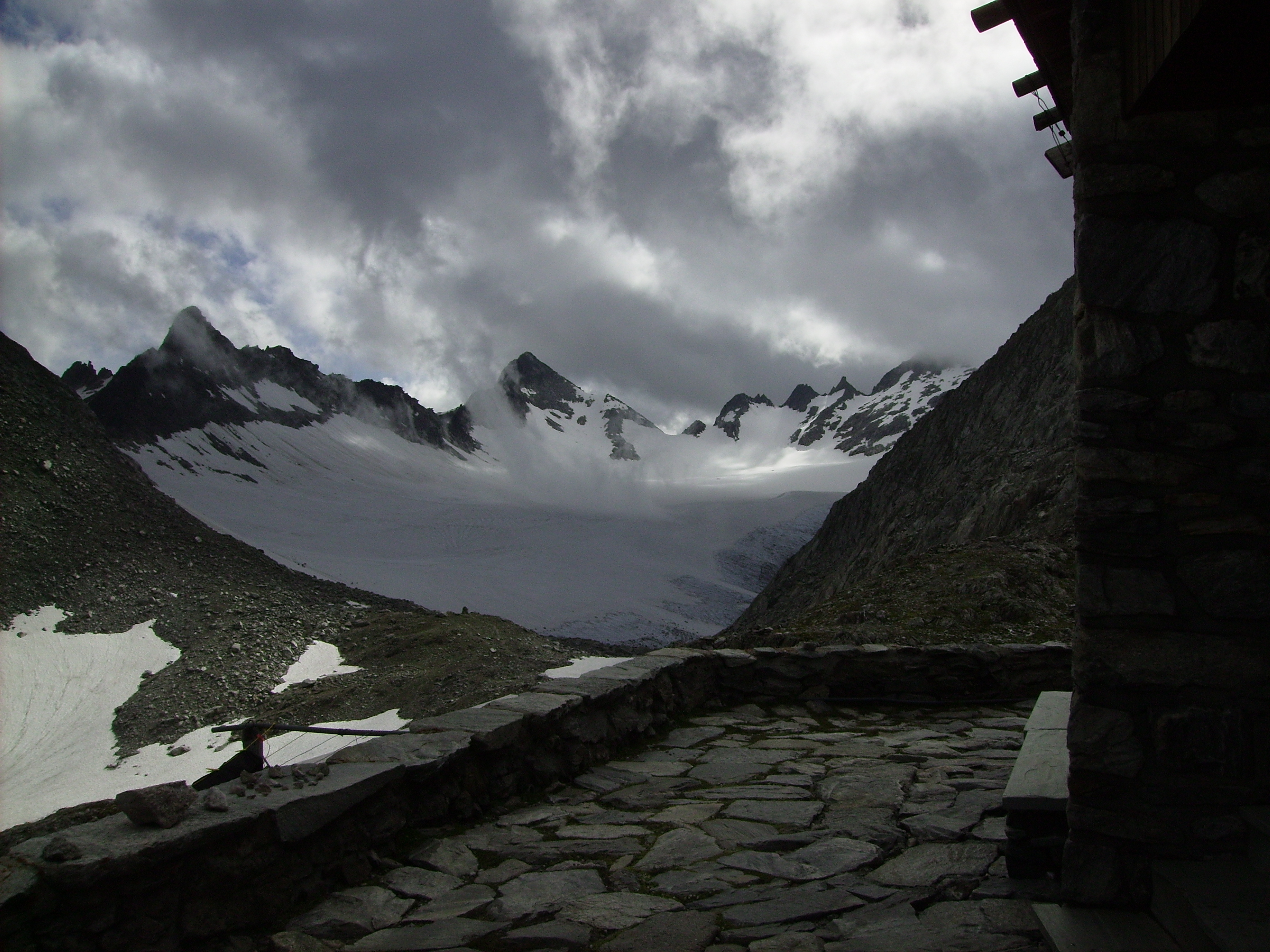
Blick von der Hüttenterrasse auf den Brunnifirn
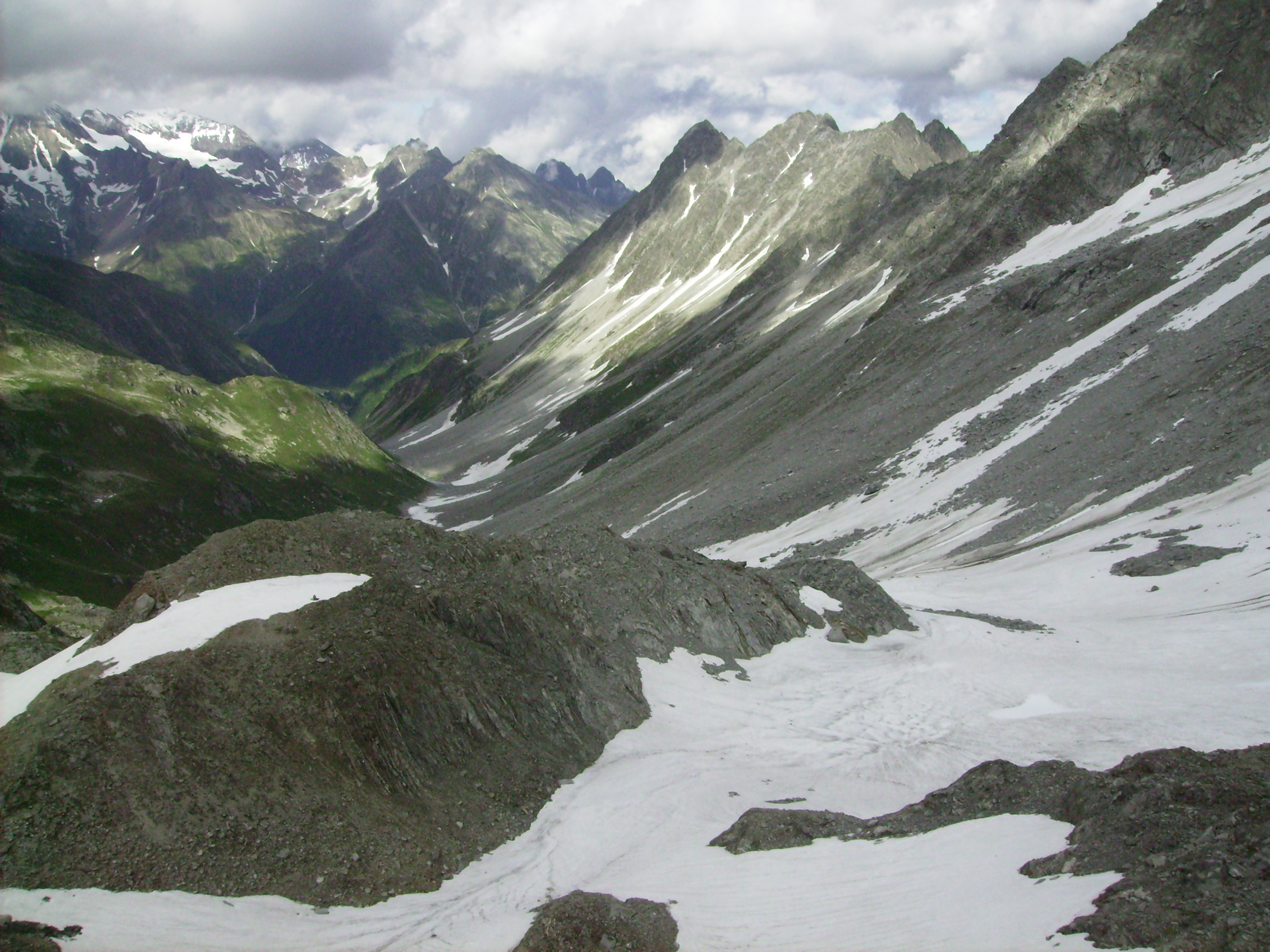
Blick von der Hütte nach Osten in die obere Val Russein